# Walther Ritz
Walther Ritz, parfois écrit Walter Ritz (né le 22 février 1878 à Sion et mort le 7 juillet 1909 à Göttingen), est un physicien suisse spécialiste de la physique théorique.

## Biographie
Son père Raphaël Ritz est un peintre valaisan et son grand-père maternel est l'ingénieur Noerdlinger, de Tübingen.
Ritz étudie à l'École polytechnique fédérale de Zurich, puis à Göttingen, sous la direction de David Hilbert et Woldemar Voigt. C'est à ce dernier qu'il remet, le 19 décembre 1902, sa thèse sur La Théorie des spectres en série. En 1903 il se rend à Leyde afin d'y rencontrer Hendrik Lorentz, puis à Bonn et enfin à Paris, où il travaille quelque temps avec Aimé Cotton dans les laboratoires de l'École normale supérieure. Ses problèmes de santé le contraignent ensuite, entre 1904 et 1906, à fréquenter divers établissements hospitaliers et sanatoriums, mais il n'en continue pas moins ses recherches. En 1908, à Göttingen, il rencontre Henri Poincaré qui lui annonce l'intention de l'académie des sciences de lui décerner un prix pour ses travaux. Il recevra en effet, à titre posthume, le prix Le Conte.
Ritz meurt en 1909, à 31 ans. Selon le Dictionary of Scientific Biography de Forman, il aurait contracté en 1900 une tuberculose, qui lui sera finalement fatale en 1909, mais, selon les écrits de Ritz, il s'agissait plutôt d'une pleurésie.

## Travaux
Il est surtout connu pour ses travaux avec Johannes Rydberg qui débouchèrent sur la formule de Rydberg-Ritz, mais également pour ses travaux de pionnier en mécanique quantique, et enfin pour la méthode variationnelle de Ritz.